# Chiron (astrologie)
Pour les articles homonymes, voir Chiron.

Glyphe de Chiron (⚷)

En astrologie, le centaure (planétoïde) Chiron (découvert en 1977 par Charles Kowal) fait l'objet d'une interprétation encore à ses débuts. Son cycle est de 49 / 50 ans : il n'a pas encore effectué une révolution complète dans les signes du zodiaque, donc les interprétations de Chiron en signes sont spéculatives.